# Infanteristridsmärket

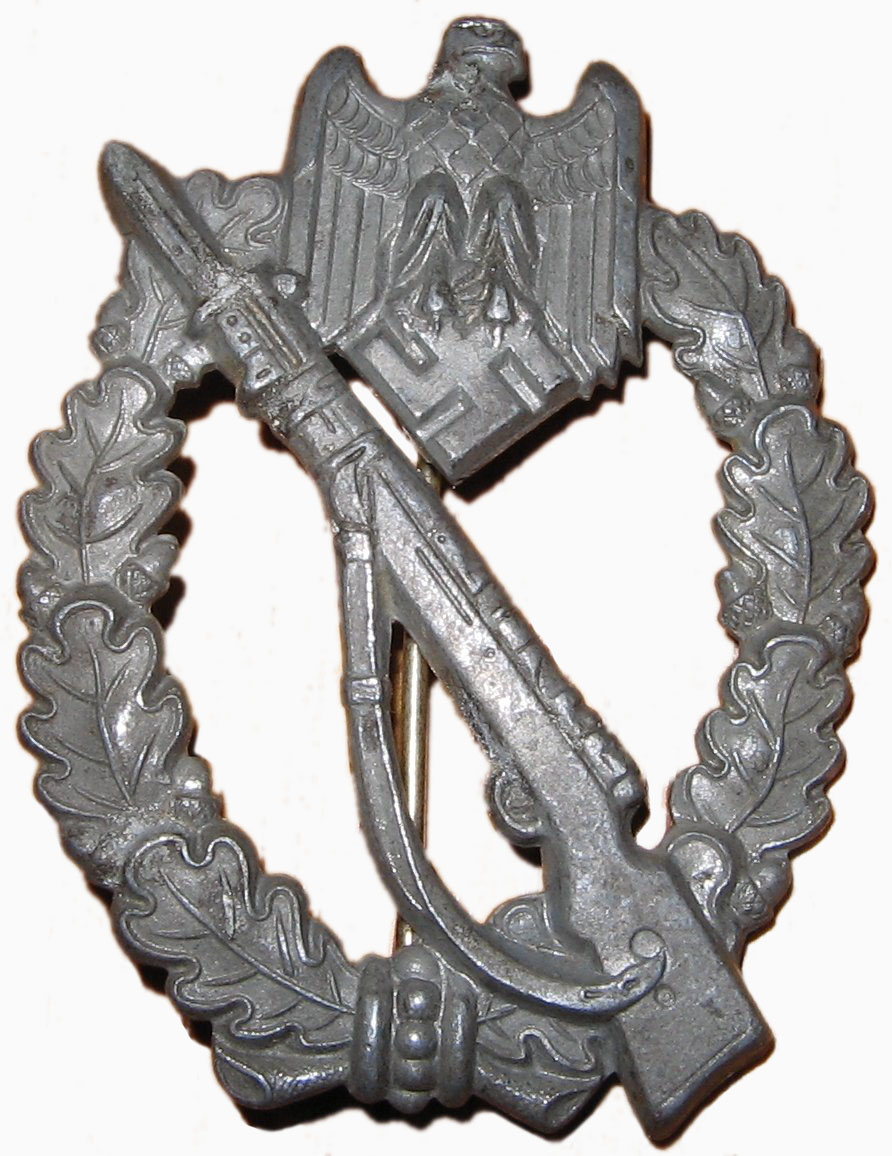
Infanteristridsmärket i silver.

Infanteristridsmärket (tyska Infanterie-Sturmabzeichen) var en tapperhetsutmärkelse inom den tyska armén. Den instiftades av Walther von Brauchitsch den 20 december 1939. Utmärkelsen fanns i två klasser: brons och silver.